# Férfi kézilabdatorna a 2008. évi nyári olimpiai játékokon
A 2008. évi nyári olimpiai játékokon a férfi kézilabdatornát augusztus 10. és 24. között rendezték. A tornán 12 nemzet csapata vett részt.

## Selejtezők
| Verseny                         | Dátum                          | Helyszín                 | Kvóta | Kvalifikált csapat(ok)                    |
| ------------------------------- | ------------------------------ | ------------------------ | ----- | ----------------------------------------- |
| Házigazda                       | –                              | –                        | 1     | Kína (CHN)                                |
| Világbajnokság                  | 2007. január 19. – február. 4. | Németország              | 1     | Németország (GER)                         |
| Európa-bajnokság                | 2008. január 17–27.            | Norvégia                 | 1     | Dánia (DEN)                               |
| Ázsiai kvalifikációs torna      | 2007. szeptember 1–6.          | Japán                    | 1     | Dél-Korea (KOR)                           |
| Afrikai nemzetek kupája         | 2008. január 8–17.             | Angola                   | 1     | Egyiptom (EGY)                            |
| Pánamerikai játékok             | 2007. július 14–29.            | Rio de Janeiro, Brazília | 1     | Brazília (BRA)                            |
| 1. Olimpiai kvalifikációs torna | 2008. május 30. – június 1.    | Lengyelország            | 2     | Lengyelország (POL) · Izland (ISL)        |
| 2. Olimpiai kvalifikációs torna | 2008. május 30. – június 1.    | Franciaország            | 2     | Franciaország (FRA) · Spanyolország (ESP) |
| 3. Olimpiai kvalifikációs torna | 2008. május 30. – június 1.    | Horvátország             | 2     | Horvátország (CRO) · Oroszország (RUS)    |
| Összesen                        |                                |                          | 12    |                                           |

Olimpiai kvalifikációs tornák
| 1.                                             | 2.                                           | 3.                                           |
| ---------------------------------------------- | -------------------------------------------- | -------------------------------------------- |
| Világbajnoki 2. · Lengyelország (POL)          | Világbajnoki 3. · Franciaország (FRA)]       | Világbajnoki 4. · Horvátország (CRO)         |
| Világbajnoki 7. · Izland (ISL)                 | Világbajnoki 6. · Spanyolország (ESP)        | Világbajnoki 5. · Oroszország (RUS)          |
| Európa-bajnokságról (EB 2.) · Svédország (SWE) | Afrika-bajnokságról (ANK 2.) · Tunézia (TUN) | Ázsia-bajnokságról · Dél-Korea (KOR)         |
| Pánamerikai bajnokságról · Argentína (ARG)     | Európa-bajnokságról (EB 3.) · Norvégia (NOR) | Afrika-bajnokságról (ANK 3.) · Algéria (ALG) |

Kiegészítések
1. Amennyiben a világbajnok (Németország) vagy a rendező ország (Kína) kontinensbajnokságot nyert volna, úgy a kontinensbajnok jogán a kontinensbajnokság második helyezettje indult volna az olimpián.
2. A kvalifikációs tornán világbajnoki 2–7. helyezett jogán részt vevő csapat kontinensbajnokság nyert (Dánia), ezért az alatta rangsorolt VB-helyezett csapatok egy hellyel feljebb tolódtak (ez hatással volt a kvalifikációs tornák csoportbeosztására is), a világbajnoki 7. csapat helyére pedig a világbajnoki 8. helyezett Izland került, és vehetett részt a kvalifikációs tornán. Mivel a világbajnokság 2–4. helyezetteinek egyike ért el olimpiai indulást, ezért az egyik kvalifikációs tornát – a világbajnoki 4. helyezett helyére ugró – világbajnoki 5. helyezett Horvátország rendezte helyette.
3. A kontinensbajnokság második illetve harmadik helyezettje már olimpiai résztvevő volt, valamint a kvalifikációs tornára a világbajnoki 2–7. helyezés által már kvalifikálta magát (Dánia, Németország, Horvátország, Franciaország), ezért ezekre a helyekre a kontinensbajnokságon soron következő helyezést elért csapatok kerültek (Svédország, Norvégia). A vb-n elért kvalifikációs helyezés előnyben volt a kontinensbajnokságon elért kvalifikációs helyezéssel szemben.

## Csoportkör
| Színmagyarázat                                              |
| ----------------------------------------------------------- |
| A csoportok első négy helyezettje bejutott a negyeddöntőbe. |
| A csoportok ötödik és hatodik helyezettjei kiestek.         |

Az időpontok helyi idő szerint (UTC+8), a zárójelben lévő időpontok magyar idő szerint (UTC+2) vannak feltüntetve.

### A csoport
| Csapat              | M | Gy | D | V | G+  | G–  | Gk  | P |
| ------------------- | - | -- | - | - | --- | --- | --- | - |
| Franciaország (FRA) | 5 | 4  | 1 | 0 | 148 | 115 | +33 | 9 |
| Lengyelország (POL) | 5 | 3  | 1 | 1 | 147 | 128 | +19 | 7 |
| Horvátország (CRO)  | 5 | 3  | 0 | 2 | 140 | 115 | +25 | 6 |
| Spanyolország (ESP) | 5 | 3  | 0 | 2 | 152 | 145 | +7  | 6 |
| Brazília (BRA)      | 5 | 1  | 0 | 4 | 129 | 153 | –24 | 2 |
| Kína (CHN)          | 5 | 0  | 0 | 5 | 104 | 164 | –60 | 0 |

| 2008. augusztus 10. 09:00 | Horvátország (CRO) | 31–29       | Spanyolország (ESP) | Olimpiai Sport Centrum, Peking Játékvezetők: Lemme, Ulrich (GER) |
| 2008. augusztus 10. 09:00 | Lacković, Džomba 5 | (16–11)     | García 5            | Olimpiai Sport Centrum, Peking Játékvezetők: Lemme, Ulrich (GER) |
| 2008. augusztus 10. 09:00 | 4× 4×              | Jegyzőkönyv | 3× 3×               | Olimpiai Sport Centrum, Peking Játékvezetők: Lemme, Ulrich (GER) |

| 2008. augusztus 10. 14:00 | Franciaország (FRA) | 34–26       | Brazília (BRA) | Olimpiai Sport Centrum, Peking Játékvezetők: Din, Dinu (ROU) |
| 2008. augusztus 10. 14:00 | Girault 7           | (19–11)     | Ertel 5        | Olimpiai Sport Centrum, Peking Játékvezetők: Din, Dinu (ROU) |
| 2008. augusztus 10. 14:00 | 2× 3×               | Jegyzőkönyv | 4× 3×          | Olimpiai Sport Centrum, Peking Játékvezetők: Din, Dinu (ROU) |

| 2008. augusztus 10. 19:00 | Lengyelország (POL) | 33–19       | Kína (CHN)   | Olimpiai Sport Centrum, Peking Játékvezetők: Karbaschi, Kolahdouzan (IRI) |
| 2008. augusztus 10. 19:00 | Jurasik 8           | (21–10)     | öt játékos 3 | Olimpiai Sport Centrum, Peking Játékvezetők: Karbaschi, Kolahdouzan (IRI) |
| 2008. augusztus 10. 19:00 | 3× 3×               | Jegyzőkönyv | 3× 3×        | Olimpiai Sport Centrum, Peking Játékvezetők: Karbaschi, Kolahdouzan (IRI) |

| 2008. augusztus 12. 09:00 | Brazília (BRA) | 14–33       | Horvátország (CRO) | Olimpiai Sport Centrum, Peking Játékvezetők: Gjeding, Hansen (DEN) |
| 2008. augusztus 12. 09:00 | Ertel, Souza 3 | (9–18)      | Džomba 7           | Olimpiai Sport Centrum, Peking Játékvezetők: Gjeding, Hansen (DEN) |
| 2008. augusztus 12. 09:00 | 4× 3×          | Jegyzőkönyv | 3× 2×              | Olimpiai Sport Centrum, Peking Játékvezetők: Gjeding, Hansen (DEN) |

| 2008. augusztus 12. 14:00 | Kína (CHN)     | 19–33       | Franciaország (FRA) | Olimpiai Sport Centrum, Peking Játékvezetők: Canbro, Claesson (SWE) |
| 2008. augusztus 12. 14:00 | Hao Ko-hszin 5 | (7–19)      | három játékos 5     | Olimpiai Sport Centrum, Peking Játékvezetők: Canbro, Claesson (SWE) |
| 2008. augusztus 12. 14:00 | 4× 3×          | Jegyzőkönyv | 2× 3×               | Olimpiai Sport Centrum, Peking Játékvezetők: Canbro, Claesson (SWE) |

| 2008. augusztus 12. 15:45 | Spanyolország (ESP) | 30–29       | Lengyelország (POL) | Olimpiai Sport Centrum, Peking Játékvezetők: Csernyega, Polagyenko (RUS) |
| 2008. augusztus 12. 15:45 | Rocas 7             | (16–17)     | Jurasik, Lijewski 4 | Olimpiai Sport Centrum, Peking Játékvezetők: Csernyega, Polagyenko (RUS) |
| 2008. augusztus 12. 15:45 | 1× 3×               | Jegyzőkönyv | 5× 4×               | Olimpiai Sport Centrum, Peking Játékvezetők: Csernyega, Polagyenko (RUS) |

| 2008. augusztus 14. 10:45 | Lengyelország (POL)   | 28–25       | Brazília (BRA) | Olimpiai Sport Centrum, Peking Játékvezetők: Karbaschi, Kolahdouzan (IRI) |
| 2008. augusztus 14. 10:45 | Jurecki, Tłuczyński 6 | (14–15)     | Ribeiro 7      | Olimpiai Sport Centrum, Peking Játékvezetők: Karbaschi, Kolahdouzan (IRI) |
| 2008. augusztus 14. 10:45 | 2× 3×                 | Jegyzőkönyv | 5× 3×          | Olimpiai Sport Centrum, Peking Játékvezetők: Karbaschi, Kolahdouzan (IRI) |

| 2008. augusztus 14. 15:45 | Kína (CHN)  | 22–36       | Spanyolország (ESP) | Olimpiai Sport Centrum, Peking Játékvezetők: Elmoamli, Shaban Ali (EGY) |
| 2008. augusztus 14. 15:45 | Cuj Liang 5 | (12–16)     | Tomás 7             | Olimpiai Sport Centrum, Peking Játékvezetők: Elmoamli, Shaban Ali (EGY) |
| 2008. augusztus 14. 15:45 | 2× 3×       | Jegyzőkönyv | 1× 3×               | Olimpiai Sport Centrum, Peking Játékvezetők: Elmoamli, Shaban Ali (EGY) |

| 2008. augusztus 14. 20:45 | Franciaország (FRA) | 23–19       | Horvátország (CRO) | Olimpiai Sport Centrum, Peking Játékvezetők: Chernega, Paladenko (RUS) |
| 2008. augusztus 14. 20:45 | Gille 7             | (11–9)      | Džomba 5           | Olimpiai Sport Centrum, Peking Játékvezetők: Chernega, Paladenko (RUS) |
| 2008. augusztus 14. 20:45 | 2× 3×               | Jegyzőkönyv | 4× 3×              | Olimpiai Sport Centrum, Peking Játékvezetők: Chernega, Paladenko (RUS) |

| 2008. augusztus 16. 09:00 | Brazília (BRA)      | 29–22       | Kína (CHN)           | Olimpiai Sport Centrum, Peking Játékvezetők: Elmoamli, Shaban Ali (EGY) |
| 2008. augusztus 16. 09:00 | Ribeiro, Laureano 5 | (14–10)     | Cuj Liang, Cuj Lej 4 | Olimpiai Sport Centrum, Peking Játékvezetők: Elmoamli, Shaban Ali (EGY) |
| 2008. augusztus 16. 09:00 | 3× 3×               | Jegyzőkönyv | 4× 4×                | Olimpiai Sport Centrum, Peking Játékvezetők: Elmoamli, Shaban Ali (EGY) |

| 2008. augusztus 16. 14:00 | Franciaország (FRA) | 28–21       | Spanyolország (ESP) | Olimpiai Sport Centrum, Peking Játékvezetők: Lemme, Ullrich (GER) |
| 2008. augusztus 16. 14:00 | Gille 6             | (16–10)     | García 7            | Olimpiai Sport Centrum, Peking Játékvezetők: Lemme, Ullrich (GER) |
| 2008. augusztus 16. 14:00 | 3× 3×               | Jegyzőkönyv | 3× 3×               | Olimpiai Sport Centrum, Peking Játékvezetők: Lemme, Ullrich (GER) |

| 2008. augusztus 16. 19:00 | Horvátország (CRO) | 24–27       | Lengyelország (POL) | Olimpiai Sport Centrum, Peking Játékvezetők: Gjeding, Hansen (DEN) |
| 2008. augusztus 16. 19:00 | Džomba 7           | (12–13)     | Tłuczyński 7        | Olimpiai Sport Centrum, Peking Játékvezetők: Gjeding, Hansen (DEN) |
| 2008. augusztus 16. 19:00 | 2× 3×              | Jegyzőkönyv | 2× 2×               | Olimpiai Sport Centrum, Peking Játékvezetők: Gjeding, Hansen (DEN) |

| 2008. augusztus 18. 10:45 | Spanyolország (ESP) | 36–35       | Brazília (BRA)   | Olimpiai Sport Centrum, Peking Játékvezetők: Baum, Goralczyk (POL) |
| 2008. augusztus 18. 10:45 | Romero 8            | (20–17)     | Pacheco Filho 12 | Olimpiai Sport Centrum, Peking Játékvezetők: Baum, Goralczyk (POL) |
| 2008. augusztus 18. 10:45 | 4× 3× 1×            | Jegyzőkönyv | 3× 3× 1×         | Olimpiai Sport Centrum, Peking Játékvezetők: Baum, Goralczyk (POL) |

| 2008. augusztus 18. 15:45 | Horvátország (CRO) | 33–22       | Kína (CHN)     | Olimpiai Sport Centrum, Peking Játékvezetők: Karbaschi, Kolahdouzan (IRI) |
| 2008. augusztus 18. 15:45 | Šprem 8            | (17–13)     | Hao Ko-hszin 6 | Olimpiai Sport Centrum, Peking Játékvezetők: Karbaschi, Kolahdouzan (IRI) |
| 2008. augusztus 18. 15:45 | 3× 2×              | Jegyzőkönyv | 1× 3× 1×       | Olimpiai Sport Centrum, Peking Játékvezetők: Karbaschi, Kolahdouzan (IRI) |

| 2008. augusztus 18. 20:45 | Lengyelország (POL) | 30–30       | Franciaország (FRA) | Olimpiai Sport Centrum, Peking Játékvezetők: Ljudovik, Vakula (UKR) |
| 2008. augusztus 18. 20:45 | Jurecki 7           | (16–13)     | Karabatić 8         | Olimpiai Sport Centrum, Peking Játékvezetők: Ljudovik, Vakula (UKR) |
| 2008. augusztus 18. 20:45 | 2× 2×               | Jegyzőkönyv | 3× 3×               | Olimpiai Sport Centrum, Peking Játékvezetők: Ljudovik, Vakula (UKR) |

### B csoport
| Csapat            | M | Gy | D | V | G+  | G–  | Gk | P |
| ----------------- | - | -- | - | - | --- | --- | -- | - |
| Dél-Korea (KOR)   | 5 | 3  | 0 | 2 | 122 | 129 | –7 | 6 |
| Dánia (DEN)       | 5 | 2  | 2 | 1 | 137 | 131 | +6 | 6 |
| Izland (ISL)      | 5 | 2  | 2 | 1 | 151 | 146 | +5 | 6 |
| Oroszország (RUS) | 5 | 2  | 1 | 2 | 136 | 131 | +5 | 5 |
| Németország (GER) | 5 | 2  | 1 | 2 | 126 | 130 | –4 | 5 |
| Egyiptom (EGY)    | 5 | 0  | 2 | 3 | 127 | 132 | –5 | 2 |

| 2008. augusztus 10. 10:45 | Oroszország (RUS) | 31–33       | Izland (ISL)  | Olimpiai Sport Centrum, Peking Játékvezetők: Krstic, Ljubic (SLO) |
| 2008. augusztus 10. 10:45 | Igropulo 9        | (16–19)     | Guðjónsson 12 | Olimpiai Sport Centrum, Peking Játékvezetők: Krstic, Ljubic (SLO) |
| 2008. augusztus 10. 10:45 | 6× 3×             | Jegyzőkönyv | 3× 3×         | Olimpiai Sport Centrum, Peking Játékvezetők: Krstic, Ljubic (SLO) |

| 2008. augusztus 10. 15:45 | Németország (GER) | 27–23       | Dél-Korea (KOR) | Olimpiai Sport Centrum, Peking Játékvezetők: Canbro, Claesson (SWE) |
| 2008. augusztus 10. 15:45 | Kraus 7           | (10–13)     | Cso Cshihjo 7   | Olimpiai Sport Centrum, Peking Játékvezetők: Canbro, Claesson (SWE) |
| 2008. augusztus 10. 15:45 | 3× 3×             | Jegyzőkönyv | 3× 3×           | Olimpiai Sport Centrum, Peking Játékvezetők: Canbro, Claesson (SWE) |

| 2008. augusztus 10. 20:45 | Dánia (DEN)    | 23–23       | Egyiptom (EGY) | Olimpiai Sport Centrum, Peking Játékvezetők: Bord, Buy (FRA) |
| 2008. augusztus 10. 20:45 | Christiansen 6 | (11–10)     | el-Ahmar 8     | Olimpiai Sport Centrum, Peking Játékvezetők: Bord, Buy (FRA) |
| 2008. augusztus 10. 20:45 | 4× 3× 1×       | Jegyzőkönyv | 4× 4×          | Olimpiai Sport Centrum, Peking Játékvezetők: Bord, Buy (FRA) |

| 2008. augusztus 12. 10:45 | Egyiptom (EGY) | 27–28       | Oroszország (RUS) | Olimpiai Sport Centrum, Peking Játékvezetők: Ljudovik, Vakula (UKR) |
| 2008. augusztus 12. 10:45 | el-Ahmar 10    | (14–14)     | Rasztvorcev 8     | Olimpiai Sport Centrum, Peking Játékvezetők: Ljudovik, Vakula (UKR) |
| 2008. augusztus 12. 10:45 | 4× 3×          | Jegyzőkönyv | 4× 3×             | Olimpiai Sport Centrum, Peking Játékvezetők: Ljudovik, Vakula (UKR) |

| 2008. augusztus 12. 19:00 | Dél-Korea (KOR) | 31–30       | Dánia (DEN) | Olimpiai Sport Centrum, Peking Játékvezetők: Licis, Stolarovs (LAT) |
| 2008. augusztus 12. 19:00 | Csong Szujong 9 | (13–14)     | Nøddesbo 11 | Olimpiai Sport Centrum, Peking Játékvezetők: Licis, Stolarovs (LAT) |
| 2008. augusztus 12. 19:00 | 1× 2×           | Jegyzőkönyv | 2× 3×       | Olimpiai Sport Centrum, Peking Játékvezetők: Licis, Stolarovs (LAT) |

| 2008. augusztus 12. 20:45 | Izland (ISL) | 33–29       | Németország (GER) | Olimpiai Sport Centrum, Peking Játékvezetők: Bord, Buy (FRA) |
| 2008. augusztus 12. 20:45 | Guðjónsson 8 | (17–14)     | Kraus 13          | Olimpiai Sport Centrum, Peking Játékvezetők: Bord, Buy (FRA) |
| 2008. augusztus 12. 20:45 | 2× 3×        | Jegyzőkönyv | 5× 2× 1×          | Olimpiai Sport Centrum, Peking Játékvezetők: Bord, Buy (FRA) |

| 2008. augusztus 14. 09:00 | Németország (GER) | 25–23       | Egyiptom (EGY) | Olimpiai Sport Centrum, Peking Játékvezetők: Krstic, Ljubic (SLO) |
| 2008. augusztus 14. 09:00 | Glandorf 7        | (14–14)     | ez-Zaki 7      | Olimpiai Sport Centrum, Peking Játékvezetők: Krstic, Ljubic (SLO) |
| 2008. augusztus 14. 09:00 | 5× 3×             | Jegyzőkönyv | 8× 4×          | Olimpiai Sport Centrum, Peking Játékvezetők: Krstic, Ljubic (SLO) |

| 2008. augusztus 14. 14:00 | Dél-Korea (KOR) | 22–21       | Izland (ISL)           | Olimpiai Sport Centrum, Peking Játékvezetők: Baum, Goralczyk (POL) |
| 2008. augusztus 14. 14:00 | Jun Gjongszin 6 | (10–9)      | Geirsson, Sigurðsson 5 | Olimpiai Sport Centrum, Peking Játékvezetők: Baum, Goralczyk (POL) |
| 2008. augusztus 14. 14:00 | 1× 3×           | Jegyzőkönyv | 3× 4×                  | Olimpiai Sport Centrum, Peking Játékvezetők: Baum, Goralczyk (POL) |

| 2008. augusztus 14. 19:00 | Dánia (DEN)    | 25–24       | Oroszország (RUS)        | Olimpiai Sport Centrum, Peking Játékvezetők: Breto, Huelin (ESP) |
| 2008. augusztus 14. 19:00 | Christiansen 6 | (10–10)     | Csernoivanov, Igropulo 6 | Olimpiai Sport Centrum, Peking Játékvezetők: Breto, Huelin (ESP) |
| 2008. augusztus 14. 19:00 | 3× 2×          | Jegyzőkönyv | 4× 3×                    | Olimpiai Sport Centrum, Peking Játékvezetők: Breto, Huelin (ESP) |

| 2008. augusztus 16. 10:45 | Egyiptom (EGY)   | 22–24       | Dél-Korea (KOR) | Olimpiai Sport Centrum, Peking Játékvezetők: Breto, Huelin (ESP) |
| 2008. augusztus 16. 10:45 | Abd esz-Szalám 8 | (11–8)      | Pek Voncshol 7  | Olimpiai Sport Centrum, Peking Játékvezetők: Breto, Huelin (ESP) |
| 2008. augusztus 16. 10:45 | 6× 3× 1×         | Jegyzőkönyv | 3× 3×           | Olimpiai Sport Centrum, Peking Játékvezetők: Breto, Huelin (ESP) |

| 2008. augusztus 16. 15:45 | Oroszország (RUS) | 24–24       | Németország (GER) | Olimpiai Sport Centrum, Peking Játékvezetők: Gjeding, Hansen (DEN) |
| 2008. augusztus 16. 15:45 | Filippov 6        | (11–10)     | Kraus 6           | Olimpiai Sport Centrum, Peking Játékvezetők: Gjeding, Hansen (DEN) |
| 2008. augusztus 16. 15:45 | 6× 1×             | Jegyzőkönyv | 3× 4×             | Olimpiai Sport Centrum, Peking Játékvezetők: Gjeding, Hansen (DEN) |

| 2008. augusztus 16. 20:45 | Dánia (DEN) | 32–32       | Izland (ISL) | Olimpiai Sport Centrum, Peking Játékvezetők: Canbro, Claesson (SWE) |
| 2008. augusztus 16. 20:45 | Nøddesbo 6  | (18–17)     | Guðjónsson 8 | Olimpiai Sport Centrum, Peking Játékvezetők: Canbro, Claesson (SWE) |
| 2008. augusztus 16. 20:45 | 5× 3×       | Jegyzőkönyv | 6× 2× 1×     | Olimpiai Sport Centrum, Peking Játékvezetők: Canbro, Claesson (SWE) |

| 2008. augusztus 18. 09:00 | Izland (ISL)  | 32–32       | Egyiptom (EGY) | Olimpiai Sport Centrum, Peking Játékvezetők: Din, Dinu (ROU) |
| 2008. augusztus 18. 09:00 | Sigurðsson 10 | (14–17)     | ez-Zaki 9      | Olimpiai Sport Centrum, Peking Játékvezetők: Din, Dinu (ROU) |
| 2008. augusztus 18. 09:00 | 4× 4×         | Jegyzőkönyv | 6× 3×          | Olimpiai Sport Centrum, Peking Játékvezetők: Din, Dinu (ROU) |

| 2008. augusztus 18. 14:00 | Oroszország (RUS) | 29–22       | Dél-Korea (KOR) | Olimpiai Sport Centrum, Peking Játékvezetők: Bord, Buy (FRA) |
| 2008. augusztus 18. 14:00 | Rasztvorcev 6     | (17–12)     | Jun Gjongszin 7 | Olimpiai Sport Centrum, Peking Játékvezetők: Bord, Buy (FRA) |
| 2008. augusztus 18. 14:00 | 4× 3×             | Jegyzőkönyv | 1× 1×           | Olimpiai Sport Centrum, Peking Játékvezetők: Bord, Buy (FRA) |

| 2008. augusztus 18. 19:00 | Németország (GER) | 21–27       | Dánia (DEN) | Olimpiai Sport Centrum, Peking Játékvezetők: Krstic, Ljubic (SLO) |
| 2008. augusztus 18. 19:00 | Kraus 6           | (12–15)     | Boesen 8    | Olimpiai Sport Centrum, Peking Játékvezetők: Krstic, Ljubic (SLO) |
| 2008. augusztus 18. 19:00 | 4× 4× 1×          | Jegyzőkönyv | 6× 3×       | Olimpiai Sport Centrum, Peking Játékvezetők: Krstic, Ljubic (SLO) |

## Egyenes kieséses szakasz
|  |               |                     |                     |                     |    |                     |                     |                    |                    |               |               |       |       |
|  | Negyeddöntők  | Negyeddöntők        | Negyeddöntők        |                     |    | Elődöntők           | Elődöntők           | Elődöntők          |                    |               | Döntő         | Döntő | Döntő |
|  | Negyeddöntők  | Negyeddöntők        | Negyeddöntők        |                     |    | Elődöntők           | Elődöntők           | Elődöntők          |                    |               | Döntő         | Döntő | Döntő |
|  | augusztus 20. |                     |                     |                     |    |                     |                     |                    |                    |               |               |       |       |
|  |               |                     |                     |                     |    |                     |                     |                    |                    |               |               |       |       |
|  | A1            | Franciaország (FRA) | 27                  |                     |    |                     |                     |                    |                    |               |               |       |       |
|  | A1            | Franciaország (FRA) | 27                  | augusztus 22.       |    |                     |                     |                    |                    |               |               |       |       |
|  | B4            | Oroszország (RUS)   | 24                  |                     |    |                     |                     |                    |                    |               |               |       |       |
|  | B4            | Oroszország (RUS)   | 24                  |                     |    | Franciaország (FRA) | Franciaország (FRA) | 25                 |                    |               |               |       |       |
|  | augusztus 20. |                     |                     |                     |    | Franciaország (FRA) | Franciaország (FRA) | 25                 |                    |               |               |       |       |
|  |               |                     | Horvátország (CRO)  | Horvátország (CRO)  | 23 |                     |                     |                    |                    |               |               |       |       |
|  | A3            | Horvátország (CRO)  | Horvátország (CRO)  | Horvátország (CRO)  | 23 | 26                  |                     |                    |                    |               |               |       |       |
|  | A3            | Horvátország (CRO)  |                     |                     |    | 26                  | augusztus 24.       |                    |                    |               |               |       |       |
|  | B2            | Dánia (DEN)         | 24                  |                     |    |                     |                     |                    |                    |               |               |       |       |
|  | B2            | Dánia (DEN)         | 24                  |                     |    | Franciaország (FRA) | Franciaország (FRA) | 28                 |                    |               |               |       |       |
|  | augusztus 20. |                     |                     |                     |    | Franciaország (FRA) | Franciaország (FRA) | 28                 |                    |               |               |       |       |
|  |               |                     | Izland (ISL)        | Izland (ISL)        | 23 |                     |                     |                    |                    |               |               |       |       |
|  | B3            | Izland (ISL)        | Izland (ISL)        | Izland (ISL)        | 23 | 32                  |                     |                    |                    |               |               |       |       |
|  | B3            | Izland (ISL)        | augusztus 22.       |                     |    | 32                  |                     |                    |                    |               |               |       |       |
|  | A2            | Lengyelország (POL) | 30                  |                     |    |                     |                     |                    |                    |               |               |       |       |
|  | A2            | Lengyelország (POL) | 30                  |                     |    | Izland (ISL)        | Izland (ISL)        | 36                 | Bronzmérkőzés      | Bronzmérkőzés | Bronzmérkőzés |       |       |
|  | augusztus 20. |                     |                     |                     |    | Izland (ISL)        | Izland (ISL)        | 36                 | Bronzmérkőzés      | Bronzmérkőzés | Bronzmérkőzés |       |       |
|  |               |                     | Spanyolország (ESP) | Spanyolország (ESP) | 30 |                     |                     | augusztus 24.      | augusztus 24.      | augusztus 24. |               |       |       |
|  | B1            | Dél-Korea (KOR)     | Spanyolország (ESP) | Spanyolország (ESP) | 30 | 24                  |                     | augusztus 24.      | augusztus 24.      | augusztus 24. |               |       |       |
|  | B1            | Dél-Korea (KOR)     |                     |                     |    |                     |                     | Horvátország (CRO) | Horvátország (CRO) | 29            |               |       |       |
|  | A4            | Spanyolország (ESP) | 29                  |                     |    |                     |                     | Horvátország (CRO) | Horvátország (CRO) | 29            |               |       |       |
|  | A4            | Spanyolország (ESP) | 29                  |                     |    | Spanyolország (ESP) | Spanyolország (ESP) | 35                 |                    |               |               |       |       |
|  |               |                     |                     |                     |    | Spanyolország (ESP) | Spanyolország (ESP) | 35                 |                    |               |               |       |       |

### Negyeddöntők
| 2008. augusztus 20. 12:00 | Franciaország (FRA) | 27–24       | Oroszország (RUS) | Olimpiai Sport Centrum, Peking Játékvezetők: Lemme, Ullrich (GER) |
| 2008. augusztus 20. 12:00 | Narcisse 9          | (13–10)     | Koksarov 5        | Olimpiai Sport Centrum, Peking Játékvezetők: Lemme, Ullrich (GER) |
| 2008. augusztus 20. 12:00 | 2× 4×               | Jegyzőkönyv | 2× 3×             | Olimpiai Sport Centrum, Peking Játékvezetők: Lemme, Ullrich (GER) |

| 2008. augusztus 20. 14:15 | Izland (ISL) | 32–30       | Lengyelország (POL)   | Olimpiai Sport Centrum, Peking Játékvezetők: Bord, Buy (FRA) |
| 2008. augusztus 20. 14:15 | Petersson 6  | (14–19)     | Jachlewski, Tkaczyk 6 | Olimpiai Sport Centrum, Peking Játékvezetők: Bord, Buy (FRA) |
| 2008. augusztus 20. 14:15 | 3× 2×        | Jegyzőkönyv | 8× 3× 1×              | Olimpiai Sport Centrum, Peking Játékvezetők: Bord, Buy (FRA) |

| 2008. augusztus 20. 18:00 | Horvátország (CRO) | 26–24       | Dánia (DEN)    | Olimpiai Sport Centrum, Peking Játékvezetők: Breto, Huelin (ESP) |
| 2008. augusztus 20. 18:00 | Šprem 7            | (14–12)     | Christiansen 6 | Olimpiai Sport Centrum, Peking Játékvezetők: Breto, Huelin (ESP) |
| 2008. augusztus 20. 18:00 | 4× 2×              | Jegyzőkönyv | 2× 2×          | Olimpiai Sport Centrum, Peking Játékvezetők: Breto, Huelin (ESP) |

| 2008. augusztus 20. 20:15 | Dél-Korea (KOR) | 24–29       | Spanyolország (ESP) | Olimpiai Sport Centrum, Peking Játékvezetők: Gjeding, Hansen (DEN) |
| 2008. augusztus 20. 20:15 | Csong Ikjong 7  | (13–14)     | Rocas 8             | Olimpiai Sport Centrum, Peking Játékvezetők: Gjeding, Hansen (DEN) |
| 2008. augusztus 20. 20:15 | 3× 3×           | Jegyzőkönyv | 5× 2×               | Olimpiai Sport Centrum, Peking Játékvezetők: Gjeding, Hansen (DEN) |

### Az 5–8. helyért
| 2008. augusztus 22. 12:00 | Oroszország (RUS) | 28–27       | Dánia (DEN)    | Olimpiai Sport Centrum, Peking Játékvezetők: Elmoamli, Shaban Ali (EGY) |
| 2008. augusztus 22. 12:00 | Dibirov 8         | (17–14)     | Christiansen 8 | Olimpiai Sport Centrum, Peking Játékvezetők: Elmoamli, Shaban Ali (EGY) |
| 2008. augusztus 22. 12:00 | 2× 4×             | Jegyzőkönyv | 5× 4× 1×       | Olimpiai Sport Centrum, Peking Játékvezetők: Elmoamli, Shaban Ali (EGY) |

| 2008. augusztus 22. 14:15 | Lengyelország (POL) | 29–26       | Dél-Korea (KOR) | Olimpiai Sport Centrum, Peking Játékvezetők: Canbro, Claesson (SWE) |
| 2008. augusztus 22. 14:15 | Jurasik 7           | (15–14)     | Jun Gjongszin 6 | Olimpiai Sport Centrum, Peking Játékvezetők: Canbro, Claesson (SWE) |
| 2008. augusztus 22. 14:15 | 3× 3×               | Jegyzőkönyv | 5× 3×           | Olimpiai Sport Centrum, Peking Játékvezetők: Canbro, Claesson (SWE) |

### Elődöntők
| 2008. augusztus 22. 18:00 | Franciaország (FRA) | 25–23       | Horvátország (CRO) | Olimpiai Sport Centrum, Peking Játékvezetők: Csernyega, Polagyenko (RUS) |
| 2008. augusztus 22. 18:00 | Burdet, Narcisse 6  | (12–11)     | Horvat, Šprem 5    | Olimpiai Sport Centrum, Peking Játékvezetők: Csernyega, Polagyenko (RUS) |
| 2008. augusztus 22. 18:00 | 4× 4×               | Jegyzőkönyv | 3× 3×              | Olimpiai Sport Centrum, Peking Játékvezetők: Csernyega, Polagyenko (RUS) |

| 2008. augusztus 22. 20:15 | Izland (ISL)           | 36–30       | Spanyolország (ESP) | Olimpiai Sport Centrum, Peking Játékvezetők: Krstic, Ljubic (SLO) |
| 2008. augusztus 22. 20:15 | Sigurðsson, Geirsson 7 | (17–15)     | Rocas 7             | Olimpiai Sport Centrum, Peking Játékvezetők: Krstic, Ljubic (SLO) |
| 2008. augusztus 22. 20:15 | 9× 4×                  | Jegyzőkönyv | 5× 3× 1×            | Olimpiai Sport Centrum, Peking Játékvezetők: Krstic, Ljubic (SLO) |

### A 7. helyért
| 2008. augusztus 24. 8:00 | Dánia (DEN) | 37–26       | Dél-Korea (KOR) | Olimpiai Sport Centrum, Peking Játékvezetők: Aires Menezes, Aparecido Pinto (BRA) |
| 2008. augusztus 24. 8:00 | Hansen 8    | (15–13)     | Ko Kjongszu 10  | Olimpiai Sport Centrum, Peking Játékvezetők: Aires Menezes, Aparecido Pinto (BRA) |
| 2008. augusztus 24. 8:00 | 4× 3×       | Jegyzőkönyv | 1× 2×           | Olimpiai Sport Centrum, Peking Játékvezetők: Aires Menezes, Aparecido Pinto (BRA) |

### Az 5. helyért
| 2008. augusztus 24. 10:15 | Oroszország (RUS) | 28–29       | Lengyelország (POL) | Olimpiai Sport Centrum, Peking Játékvezetők: Karbaschi, Kolahdouzan (IRI) |
| 2008. augusztus 24. 10:15 | Koksarov 10       | (15–14)     | Jurasik 6           | Olimpiai Sport Centrum, Peking Játékvezetők: Karbaschi, Kolahdouzan (IRI) |
| 2008. augusztus 24. 10:15 | 5× 4×             | Jegyzőkönyv | 4× 4×               | Olimpiai Sport Centrum, Peking Játékvezetők: Karbaschi, Kolahdouzan (IRI) |

### Bronzmérkőzés
| 2008. augusztus 24. 13:30 | Horvátország (CRO) | 29–35       | Spanyolország (ESP) | Olimpiai Sport Centrum, Peking Játékvezetők: Din, Dinu (ROU) |
| 2008. augusztus 24. 13:30 | Duvnjak 7          | (14–12)     | García, Prieto 7    | Olimpiai Sport Centrum, Peking Játékvezetők: Din, Dinu (ROU) |
| 2008. augusztus 24. 13:30 | 4× 3×              | Jegyzőkönyv | 5× 3×               | Olimpiai Sport Centrum, Peking Játékvezetők: Din, Dinu (ROU) |

### Döntő
| 2008. augusztus 24. 15:45 | Franciaország (FRA) | 28–23       | Izland (ISL) | Olimpiai Sport Centrum, Peking Játékvezetők: Lemme, Ullrich (GER) |
| 2008. augusztus 24. 15:45 | Karabatić 8         | (15–10)     | Stefánsson 5 | Olimpiai Sport Centrum, Peking Játékvezetők: Lemme, Ullrich (GER) |
| 2008. augusztus 24. 15:45 | 3× 3×               | Jegyzőkönyv | 4× 3×        | Olimpiai Sport Centrum, Peking Játékvezetők: Lemme, Ullrich (GER) |

| A 2008. évi nyári olimpiai játékok férfi kézilabdatornájának olimpiai bajnoka |
| · FRANCIAORSZÁG · 1. cím                                                      |
| ----------------------------------------------------------------------------- |

## Végeredmény
A nyolcadik helyig játszottak helyosztót. A 9–12. helyen az alábbiak rangsoroltak: több szerzett pont, jobb gólkülönbség, több lőtt gól.
| Helyezés | Csapat              | M | Gy | D | V | G+  | G–  | Gk  | P  |
| -------- | ------------------- | - | -- | - | - | --- | --- | --- | -- |
| Arany    | Franciaország (FRA) | 8 | 7  | 1 | 0 | 228 | 185 | +43 | 15 |
| Ezüst    | Izland (ISL)        | 8 | 4  | 2 | 2 | 242 | 234 | +8  | 10 |
| Bronz    | Spanyolország (ESP) | 8 | 5  | 0 | 3 | 246 | 234 | +12 | 10 |
| 4.       | Horvátország (CRO)  | 8 | 4  | 0 | 4 | 218 | 199 | +19 | 8  |
|          |                     |   |    |   |   |     |     |     |    |
| 5.       | Lengyelország (POL) | 8 | 5  | 1 | 2 | 235 | 214 | +21 | 11 |
| 6.       | Oroszország (RUS)   | 8 | 3  | 1 | 4 | 216 | 214 | +2  | 7  |
| 7.       | Dánia (DEN)         | 8 | 3  | 2 | 3 | 225 | 211 | +14 | 8  |
| 8.       | Dél-Korea (KOR)     | 8 | 3  | 0 | 5 | 198 | 224 | –26 | 6  |
|          |                     |   |    |   |   |     |     |     |    |
| 9.       | Németország (GER)   | 5 | 2  | 1 | 2 | 126 | 130 | –4  | 5  |
| 10.      | Egyiptom (EGY)      | 5 | 0  | 2 | 3 | 127 | 132 | –5  | 2  |
| 11.      | Brazília (BRA)      | 5 | 1  | 0 | 4 | 129 | 153 | –24 | 2  |
| 12.      | Kína (CHN)          | 5 | 0  | 0 | 5 | 104 | 164 | –60 | 0  |